# Rückkehrförderung
Rückkehrförderung ist die Förderung der Remigration von Personen in ihr Herkunftsland. Die Förderung kann durch staatliche oder nichtstaatliche Stellen erfolgen.
Von einem gegebenen Staat aus betrachtet sind Programme der Rückkehrförderung zu unterscheiden danach, ob sie eine Rückkehr ausländischer Personen in ihr Herkunftsland oder eine Rückkehr ins Inland fördern:
- Rückkehr ins Ausland: Im Rahmen der Flüchtlings- und Migrationspolitik bestehen Programme, die die freiwillige Rückkehr von Ausreisepflichtigen fördern. Zudem werden Flüchtlinge unterstützt, die in ihr Herkunftsland zurückkehren wollen; die Möglichkeit dafür ist ausdrücklich in Richtlinie 2011/95/EU (Qualifikationsrichtlinie), Artikel 35 genannt.[1] Auch im Rahmen der Entwicklungspolitik bestehen Programme zur Fortbildung und Rückkehrförderung junger Akademiker aus Entwicklungsländern.
- Rückkehr ins Inland: Im Rahmen der Arbeitsmarkt- und Wissenschaftspolitik wird teilweise die Rückkehr von Arbeitskräften, insbesondere Hochqualifizierten, gefördert.

## Förderung der Rückkehr durch die IOM
| \| Rang (2016) \| Gast- oder Transitland \| Zahl der Geförderten \| \| ----------- \| ---------------------- \| -------------------- \| \| 1 \| Deutschland \| 54.006 \| \| 2 \| Griechenland \| 6.153 \| \| 3 \| Österreich \| 4.812 \| \| 4 \| Niger \| 4.718 \| \| 5 \| Niederlande \| 4.536 \| \| 6 \| Belgien \| 4.117 \| \| 7 \| Yemen \| 2.559 \| \| 8 \| Finnland \| 2.116 \| \| 9 \| Djibouti \| 1.803 \| \| 10 \| Norwegen \| 1.496 \| |                        |                      |
| Zahlen zur Rückkehrförderung durch die IOM: Gast- oder Transitländer weltweit (Stand: 2016). |                        |                      |
| Rang (2016) | Gast- oder Transitland | Zahl der Geförderten |
| 1 | Deutschland            | 54.006               |
| 2 | Griechenland           | 6.153                |
| 3 | Österreich             | 4.812                |
| 4 | Niger                  | 4.718                |
| 5 | Niederlande            | 4.536                |
| 6 | Belgien                | 4.117                |
| 7 | Yemen                  | 2.559                |
| 8 | Finnland               | 2.116                |
| 9 | Djibouti               | 1.803                |
| 10 | Norwegen               | 1.496                |

| \| Rang (2016) \| Herkunftsland \| Zahl der Geförderten \| \| ----------- \| ------------- \| -------------------- \| \| 1 \| Albanien \| 17.976 \| \| 2 \| Irak \| 12.776 \| \| 3 \| Afghanistan \| 7.102 \| \| 4 \| Serbien \| 6.978 \| \| 5 \| Kosovo \| 5.889 \| \| 6 \| Äthiopien \| 5.675 \| \| 7 \| Mazedonien \| 4.986 \| \| 8 \| Iran \| 4.485 \| \| 9 \| Ukraine \| 3.438 \| \| 10 \| Russland \| 2.058 \| |               |                      |
| Zahlen zur Rückkehrförderung durch die IOM: Herkunftsländer weltweit (Stand: 2016). |               |                      |
| Rang (2016) | Herkunftsland | Zahl der Geförderten |
| 1 | Albanien      | 17.976               |
| 2 | Irak          | 12.776               |
| 3 | Afghanistan   | 7.102                |
| 4 | Serbien       | 6.978                |
| 5 | Kosovo        | 5.889                |
| 6 | Äthiopien     | 5.675                |
| 7 | Mazedonien    | 4.986                |
| 8 | Iran          | 4.485                |
| 9 | Ukraine       | 3.438                |
| 10 | Russland      | 2.058                |

Die Internationale Organisation für Migration (IOM) fördert unter bestimmten Umständen die freiwillige Rückkehr im Rahmen ihrer AVRR-Programme (Assisted Voluntary Return and Reintegration Programmes). Die hier in den Tabellen angegebenen Zahlen sind das Ergebnis des Projekts World Migration Report 2018, das im September 2016 begann und dessen Abschlussbericht im November 2017 veröffentlicht wurde.

## Deutschland

### Rückkehr ins Ausland
Im Jahr 2016 kehrten 54.006 Menschen im Rahmen einer Förderung durch das Bund-Länder-Programm REAG/GARP freiwillig in ihre Heimat zurück; im Jahr 2017 waren es 29.522. Gegen Asylbewerber, die freiwillig in ihr Heimatland zurückkehren, wird keine Wiedereinreisesperre verhängt, wie es bei einer Abschiebung der Fall wäre.
Bereits 1975 schlug der Baden-Württembergische Ministerpräsident Hans Filbinger vor, rückkehrbereiten Gastarbeitern Rückkehrprämien zu zahlen. Dieser Vorstoß wurde damals abgelehnt. 1983 wurde das Rückkehrhilfegesetz erlassen, wodurch erstmals der Wegzug von arbeitslosen Ausländern aus der Bundesrepublik durch eine „Rückkehrhilfe“ gefördert werden sollte.
Mit der Durchführung der Rückkehrprogramme REAG/GARP1 und Starthilfe Plus ist die Internationale Organisation für Migration (IOM) beauftragt. Ein Rechtsanspruch auf Rückkehrhilfe besteht nicht. Im Mai 2017 eröffneten das IOM und das BAMF/BMI ein Onlineportal zur freiwilligen Rückkehr aus Deutschland. Zur Förderung erklärten Vertreter der Bundes- und Länderregierungen im Februar 2017: „Um keine Fehlanreize zu geben, sollte sie in jedem Fall geringer ausfallen als die Höhe der finanziellen Mittel, die zur Einreise nach Deutschland aufgewendet werden müsste.“ Zudem einigten sie sich darauf, auf eine flächendeckende, frühzeitig einsetzende Rückkehrberatung hinzuwirken, die sowohl in den Erstaufnahmeeinrichtungen als auch im Rahmen der Asylantragstellung stattfinden soll.
Freiwillige Rückkehrprogramme werden in Deutschland zunehmend auch als Maßnahmen der Entwicklungshilfe angesehen, da davon ausgegangen wird, dass erfolgreiche Rückkehrende einen Beitrag zur Wirtschaft ihrer Heimatländer leisten können. Teils werden die Förderprogramme des IOM auch durch Hilfen der Bundesländer ergänzt, die beispielsweise der Reintegration in bestimmte Herkunftsländer dienen sollen.
Der Kriminologe und ehemalige niedersächsische Justizminister Christian Pfeiffer forderte im Januar 2018 höhere Investitionen in die Rückkehrförderung und zugleich eine bessere Sicherung der europäischen Außengrenzen. Seine Auffassung begründet er mit den Ergebnissen einer von ihm und den Kriminologen Dirk Baier und Sören Kliem vorgelegten Studie, die einen hohen Anteil des Anstiegs der Gewalttaten in Niedersachsen von 2014 bis 2016 auf Asylsuchende aus Marokko, Algerien und Tunesien zurückführte. Die Autoren sehen dies unter anderem in der Perspektivlosigkeit dieser Menschen begründet, denen von vornherein klargemacht werde, keine Chance auf ein Bleiberecht zu haben.
In bestimmten Umständen sind Rückkehrberater nicht in der Lage, dem Ausreisewilligen zu helfen – beispielsweise, wenn jemand in ein Drittland reisen möchte, in dem er seine Familie auf der Flucht zurückgelassen hat, für das er aber kein Visum bekommt, oder wenn ein Jugendlicher zurück zu seiner Familie reisen möchte, diese aber in einem Kriegsgebiet lebt.

#### REAG/GARP1
Das Bund-Länder-Programm REAG/GARP1 bietet Ausreisepflichtigen organisatorische und finanzielle Unterstützung. Es werden Rückreisekosten übernommen, Reisebeihilfen gewährt oder eine Starthilfe von bis zu 500 € pro Person ab dem Alter von zwölf Jahren gewährt. Die Unterstützung wird auch denjenigen gewährt, die in ein Drittland weiterwandern.
Eine Rückkehr in ein Kriegsgebiet wird laut Medienberichten jedoch nicht durch das Programm REAG/GARP gefördert.
REAG steht (englischsprachig) für Reintegration and Emigration Program for Asylum-Seekers in Germany, GARP für Government Assisted Repatriation Program. REAG/GARP wird finanziert durch den Asyl-, Migrations- und Integrationsfonds (AMIF), das Bundesministerium des Innern (vertreten durch das Bundesamt für Migration und Flüchtlinge) und die Bundesländer.
Für Menschen aus den (West-)Balkanländern, denen seit Jahren eine visumfreie Einreise nach Deutschland möglich ist (z. B. Albanien, Serbien, Mazedonien), übernimmt das REAG/GARP Förderprogramm nur die Transportkosten. Anfang 2015 wurde diese Förderung rückwirkend zum 1. Januar 2015 auch für Menschen aus dem Kosovo entsprechend eingeschränkt.

#### Starthilfe Plus
Seit Februar 2017 sind im Rahmen des Rückkehrprogramms Starthilfe Plus der deutschen Bundesregierung zudem Bonuszahlungen für die freiwillige Rückkehr von Asylbewerbern vorgesehen – insbesondere auch für diejenigen, die noch nicht ausgewiesen sind. Voraussetzung ist, dass der zu Fördernde mittellos ist und die Staatsangehörigkeit eines der für das Programm vorgegebenen Staaten hat. 1.200 Euro erhält, wer über 12 Jahre alt ist und bereits vor Zustellung des Asylbescheids verbindlich zusagt, freiwillig das Land zu verlassen. Für Kinder unter zwölf Jahren ist der halbe Betrag vorgesehen. Familien mit mehr als vier Angehörigen erhalten einen Zuschlag in Höhe von 500 Euro. Wer nach Erhalt eines negativen Asylbescheids ausreist und nicht gerichtlich gegen die Ablehnung vorgeht, erhält 800 Euro (statt 1.200 Euro). Antragsberechtigt sind Personen aus 40 Herkunftsstaaten, die migrationspolitisch besonders bedeutsam sind. Der Geldbetrag wird in zwei Schritten ausbezahlt: die erste Hälfte des Geldbetrages noch in Deutschland (ggf. gleichzeitig mit der Auszahlung der einfachen Starthilfe nach REAG/GARP), die zweite Hälfte sechs Monate nach der Rückkehr ins Heimatland.
Übergangsweise bietet Starthilfe Plus einen Betrag von 800 Euro für über 12-jährige Personen mit Duldung. Hierfür antragsberechtigt sind rund 150.000 Personen.
Für Angehörige bestimmter Staaten, zum Beispiel der Westbalkanstaaten, gilt das Starthilfe Plus-Programm nicht, oder es gilt nur die Übergangsregelung.
Menschenrechtsorganisationen kritisieren das Starthilfe Plus-Programm. Derartige Initiativen schürten Vorurteile in der Bevölkerung. Das Programm biete zudem keine effektiven Hilfen für eine Reintegration ins Herkunftsland.
Im Dezember kündigte Bundesinnenminister Thomas de Maizière gegenüber den Medien eine auf einen kurzen Zeitraum begrenzte weitere finanzielle Unterstützung an. Freiwillige Rückkehrer im Bundesprogramm StarthilfePlus konnten bis zum 28. Februar 2018 eine zusätzliche „Reintegrationsunterstützung“ beantragen.
Von Februar 2017 bis Ende März 2018 nahmen nach Angaben des Bundesinnenministeriums 11.618 Menschen das Angebot in Anspruch; mehr als 1.500 von ihnen kehrten noch vor dem Ende ihres Asylverfahrens ins Herkunftsland zurück.

### Rückkehr Hochqualifizierter nach Deutschland
Das Land Nordrhein-Westfalen bietet ein Rückkehrprogramm für die Rückkehr des hochqualifizierten Forschungsnachwuchses aus dem Ausland an. Es werden Forschungsarbeiten von Wissenschaftlern gefördert, die vor ihrem Forschungsaufenthalt im Ausland ihren Lebensmittelpunkt in Deutschland hatten. Die deutsche Staatsbürgerschaft ist für eine Förderung nicht erforderlich. Das Ministerium für Kultur und Wissenschaft des Landes Nordrhein-Westfalen hat bisher (Stand: Dezember 2018) 32 Forscher über das Rückkehrprogramm nach NRW geholt.
Das Bundesland Bayern warb ab 2012 mit dem Pilotprogramm Return to Bavaria um die Rückkehr von Akademikern. Nachdem das Programm in den ersten zwei Jahren eine Bilanz von 1,1 Millionen Euro Kosten und 65 zurückgekehrten jungen Akademikern aufwies, wurde es von der damaligen Wirtschaftsministerin Ilse Aigner gestoppt.
Das german academic international network (GAIN) führt eine Reihe von Organisationen auf, welche die Rückkehr von Wissenschaftlern und Akademikern, die sich längerfristig im Ausland aufhalten, nach Deutschland fördern.

## Rückkehr nach Portugal
Seit 2017 werden in Portugal mehr Rückkehrer als Auswanderer verzeichnet. Rückkehrern bietet die Regierung einen Steuernachlass, bis zu 6500 Euro Starthilfe und Kredite für Selbständige.

## Rückkehr nach Spanien
Im Jahr 2018 erreichte die Zahl der spanischen Rückkehrer mit 83.728 einen Höchststand. Die Regierung Spaniens kooperiert mit der Initiative Volvemos, um der „verlorenen Generation“, die vor allem während der spanischen Wirtschaftskrise ab 2008 nach Deutschland ausgewandert war, die Rückkehr nach Spanien zu erleichtern. Es werden Beratungen, Weiterbildungskurse und finanzielle Hilfe gewährt.

## Rückkehr aus der Europäischen Union
Im November 2017 berieten die Teilnehmer des EU-Afrika-Gipfels in Abidjan über einen Aktionsplan, mit dem Menschen aus Flüchtlingscamps in Libyen evalkuiert werden sollen. Politische Verfolgte, deren Anteil auf 20 % geschätzt wird, sollen zunächst in die Nachbarländer Tschad und Niger ausgeflogen und von dort weiter verteilt werden. Die übrigen geschätzten 80 % sollen „unter der Verantwortung der Afrikanischen Union und mit Hilfe der internationalen Migrationsbehörde IOM in ihre Herkunftsländer zurückkehren“. Die EU soll eine Starthilfe für die Wiedereingliederung in die heimische Gesellschaft finanzieren, um den Gesichtsverlust für die Rückkehrer abzumildern. Zum Plan gehört außerdem, Wege für eine legale Einwanderung nach Europa sowie für eine zirkuläre Migration zu eröffnen, um den Anreiz der illegalen Einwanderung zu verringern.

## Rückkehr aus der Schweiz
Die Schweiz stellte 2015 freiwillig heimkehrenden Flüchtlingen einen finanziellen Bonus zur Verfügung. Dieser soll „eine menschenwürdige, glaubwürdige und auch kostengünstige Alternative zu einer Rückkehr mit Zwangsmassnahmen“ darstellen und zugleich den betroffenen Personen eine Lebensperspektive in ihrer Heimat bieten.

## Rückkehr nach Russland
Im Kontext russischer Kritik, dass Aussiedler, Spätaussiedler und deren Angehörige aus den Staaten der ehemaligen Sowjetunion in Deutschland unzureichend integriert würden, verabschiedete die Regierung der Russischen Föderation im Juni 2007 ein staatliches „Programm zur dauerhaften Rückführung von im Ausland lebenden Personen russischer Muttersprache auf das Territorium der Russischen Föderation“ (Kurzbezeichnung: ‚Programm Landsleute‘), das im selben Jahr in Kraft trat. Ziel war die Förderung der Rückwanderung von 300.000 Personen russischer Muttersprache aus der GUS, Israel, den USA und aus Deutschland (Spätaussiedler, jüdische Zuwanderer und russische Staatsangehörige) bis 2009. Über ein späteres Regierungsprogramm zur Rückführung ehemaliger Sowjetbürger nach Russland berichteten Medien 2013, es habe in seiner bisher fünfjährigen Laufzeit noch kaum Erfolg gezeigt.

## Rückkehr aus den USA
Migranten des Migrationstrecks von Zentralamerika bis zur Grenze zwischen Mexiko und den Vereinigten Staaten ab Oktober 2018 konnten ein vom US-Außenministerium finanziertes Rückkehrerprogramm in Anspruch nehmen. In dessen Rahmen bietet die Internationale Organisation für Migration seit 4. November 2018 die Rückreise von Teilnehmern in ihre Heimatländer an. Es wurde bis 30. November von 453 Menschen in Anspruch genommen.

## Rückkehr nach Ghana
Ghana wirbt aktiv um Rückkehrer und auch um Einwanderer. Präsident Nana Akufo-Addo erklärte das Jahr 2019 zum „Jahr der Rückkehr“. Die Initiative „Nach der Rückkehr“ wurde gegründet, um bei Touristen mit westafrikanischen Wurzeln sowie bei möglichen Einwanderern Interesse zu wecken. Menschen afrikanischen Ursprungs wird das Recht gewährt, auf unbestimmte Zeit und ohne Visum in Ghana zu leben.